# 暗流镇
暗流镇，是中华人民共和国贵州省貴陽市清镇市下辖的一个乡镇级行政单位。
2013年12月16日，贵州省人民政府批复同意撤销暗流乡，设置暗流镇，将卫城镇关口村划入暗流镇管辖，镇人民政府驻关口村。

## 行政区划
暗流镇下辖以下地区：
关口村、暗流社区、小沟村、穿洞村、长坎村、鼓钟村、光头村、韩坝村、花地村、铧硐村、蒋家院村、暗流村、矿山村、沙田村、宋家槽村、太阳村、铁锁村、洗米村、下坝村、新街村、岩上村、洋桥村和阳山村。